# 우키촌
우키촌(有喜村)은 나가사키현 기타타카키군에 있던 촌이다. 

## 지리
기타타카키군의 중서부, 히가시오강 그 지류인 마사키강 유역에 위치하여 서안은 오무라만에 접한다.

## 역사
- 1889년 4월 1일 - 정촌제 시행에 의해 기타타카키군 우키촌이 성립하였다.
- 1940년 9월 1일 - 이시하야정, 오구리촌, 오노촌, 마쓰야마촌, 모토노촌, 나가타촌과 합병, 시로 승격해 이시하야시가 성립하여, 우키촌은 소멸하였다.

## 참고문헌
- 角川日本地名大辞典 42 長崎県